# Na miłość boską
Na miłość boską (org. For the Love of God) – rzeźba brytyjskiego artysty współczesnego Damiena Hirsta powstała w 2007 roku. Jest to platynowy odlew ludzkiej czaszki pokryty diamentami. Praca została wystawiona po raz pierwszy w londyńskiej galerii White Cube 1 czerwca 2007 roku, następnie sprzedana za 50 mln funtów – przez co uchodzi za najdroższe dzieło sztuki sprzedane za życia twórcy.
Czaszkę należącą do Europejczyka, żyjącego między 1720 a 1810 rokiem, Hirst zakupił w sklepie w Islington. Wykonanie rzeźby zlecił firmie jubilerskiej Bentley & Skinner. Wykonano odlew z platyny i na jego powierzchni umieszczono 8601 diamentów o masie 1106,18 karatów (221,24 g). Kamienie szlachetne wykorzystane w pracy miały wartość 12 mln funtów. Ponadto na czole dodano ornament zbudowany z jednego 52-karatowego diamentu. Po ukończeniu rzeźby Hirst wycenił ją na 50 mln funtów i za taką cenę sprzedał trzy miesiące później. Według artysty tytuł powstał dzięki matce, która na widok wcześniejszej wystawy syna miała powiedzieć: Na miłość boską, co ty jeszcze wymyślisz!.
Powstanie rzeźby wywołało kontrowersje i dyskusje o rynku sztuki. Praca podzieliła krytyków, którzy toczyli spór czy jest to tylko autopromocja nastawiona na zysk i niemająca wiele wspólnego ze sztuką, czy jednak niesie pewne wartości niematerialne (motyw vanitas).
Peter Fuss w odpowiedzi na pracę Hirsta wykonał kilka własnych czaszek pokrytych 9870 błyszczącymi szkiełkami imitującymi diamenty, z pustym miejscem na czole. Rzeźby zatytułował For the Laugh of God, po czym sprzedał je w Londynie za 1000 funtów od sztuki, przy czym użyte materiały kosztowały go 250 funtów.